# SŽD-Baureihe ПБ21
Die SŽD-Baureihe ПБ21 (deutsche Transkription PB 21) der Sowjetischen Eisenbahnen (SŽD) war eine Versuchs-Elektrolokomotive für den Betrieb auf Magistralen mit Gleichstrom. Sie gilt als die erste Personenzug-Elektrolokomotive für Strecken mit Gleichstrom bei den SŽD, die in der Sowjetunion hergestellt wurde. Die Lokomotive hatte den Status einer Versuchslokomotive und wurde nicht in Serie gebaut.

## Historie ihrer Schaffung

### Vorgeschichte zu ihrem Entstehen
Nach dem Einkauf von ausländischen Elektrolokomotiven bei der Elektrifizierung des Surami-Passes und Beginn der Produktion von analogen Fahrzeugen inländischer Produktion kam auch die Frage nach der Konstruktion von Personenzuglokomotiven auf, da die vorhandenen Lokomotiven für den Pass (C, CC, CИ) für den Personenzugdienst nicht geeignet waren (ihre Geschwindigkeit im Dauerleistungs-Betrieb betrug 30,5–32 km/h, die Nenngeschwindigkeit 65 km/h, die Leistung jeder angetriebenen Achse betrug lediglich 340 kW). 1932 wurde die erste Güterzug-Elektrolokomotive heimischer Produktion ausgeliefert (SŽD-Baureihe ВЛ19), ihre Leistungsparameter kamen gleichfalls nicht an die Anforderungen für die Führung von Personenzügen heran. Es wurde demzufolge die Forderung der Produktion einer Lokomotive laut, die geeignet war für die Führung von Personenzügen mit höheren Geschwindigkeiten.

### Entwicklung
Die neue Lokomotive wurde in der Übergangsperiode der Rekonstruktion der SŽD geschaffen, die die vollständige Ausnützung der Möglichkeiten der Eisenbahngleise und der damals vorhandenen Zug- und Stoßeinrichtung verlangte. Für die Personenzug-Elektrolokomotive bedeutete dies, dass ihre Laufeigenschaften den Vergleich mit dem der Dampflokomotive ИC standhalten musste, die damals die dominierende Personenzugdampflok der SŽD war.
1934 erarbeiteten die Lokomotivfabrik Kolomna für den mechanischen Teil und die Moskauer Elektromaschinenfabrik Dynamo für den elektrischen Teil ein Projekt einer Schnellzuglokomotive des Types 2’C2’. Auf der neuen Elektrolokomotive wurde schnell die Anwendung von drei angetriebenen Achsen entschieden. Dadurch konnte problemloser die Antriebsanlage und die elektrische Ausrüstung der sechsachsigen CC und ВЛ19 angewendet werden. Für eine bessere Verteilung des Gewichtes und Erleichterung des Bogenlaufes bei hohen Geschwindigkeiten wurden auf beiden Seiten der Lokomotive zweiachsige Laufdrehgestelle gewählt. Bei den Antriebsachsen wurde eine hohe Achsleistung (um 600 kW – 700 kW) verlangt, was zu der Zeit noch keine Elektromotoren leisten konnten. Daher wurde bei dieser Maschine zum ersten Mal die Entscheidung der Anwendung von Doppelmotoren bei den SŽD angenommen.

### Produktion
Im April 1934 wurde die erste in der UdSSR gebaute Personenzug-Elektrolokomotive vorgestellt. Sie erhielt Fahrmotoren mit der Bezeichnung 3Э (3E), welche durch die Lokomotivfabrik Kolomna vergeben wurde. Die offizielle Bezeichnung der Lokomotive war ПБ21-01 (PB21-01, wobei PB für Politbüro stand und 21 aus der Achslast von 21 t abgeleitet wurde). Die Elektroausrüstung wurde in dem Moskauer Elektromaschinenfabrik Dynamo hergestellt. Die Lokomotive wurde vollständig in der Lokomotivfabrik Kolomna montiert.

### Konstruktion

#### Mechanischer Teil
Die Lokomotive besaß einen Barrenrahmen, der die drei Antriebsräder mit einem Durchmesser von 1850 mm trug. Diese waren mit denselben Durchmesser wie bei den Dampflokomotiven ИС und CU. Die Räder wurden angetrieben von drei doppelreihigen Elektrofahrmotoren der Bezeichnung ДСЭ-680/2 (DSE-680/2), jeder der Doppelmotoren besaß eine Leistung von 680 kW. Die Traktionselektrofahrmotoren waren mit der stützenden Rahmenaufhängung mit dem Rahmen verbunden, sie übertrugen das Drehmoment auf die Radpaare über zweiseitige Zahnradantriebe und hohle Wellen mit elastischen Elementen. Dies galt in der Lokhistorie als die sogenannte Aufhängung 3. Typ. Das Übertragungsverhältnis des Getriebes war 121:40 = 3,025 (bei der ВЛ19 betrug es 86:23 = 3,74 bei einem Durchmesser der Räder von 1200 mm). Der Kasten der Lokomotive war mit dem Rahmen fest verschraubt, er besaß im Unterschied zu den Surami-Elektrolokomotiven keine Übergangsfläche an den Stirnseiten, was die Fläche für die Unterbringung der Elektroausrüstung erhöhte.
Die führenden zweiachsigen Drehgestelle waren über Drehzapfen mit dem Lokkasten verbunden und besaßen eine Rückstelleinrichtung. Alle Radlager der Lokomotive waren Rollenlager. Das Schema der Federaufhängung der Lokomotive war statisch unbestimmt. Die gesamte Masse der Lokomotive betrug 131 t, die Reibungsmasse 67 t. Bremstechnisch war die Lokomotive mit einer Druckluftbremse nach dem System Westinghouse ausgerüstet.

#### Elektroausrüstung
Die Elektroausrüstung und die Apparate der Lokomotive wurden mit Ausnahme der Beleuchtung wie bei der SŽD-Baureihe ВЛ19 ausgeführt, was eine bedeutende Erleichterung bei der Instandhaltung bedeutete. Die Elektroausrüstung gestattete die Anwendung der elektrischen Widerstandsbremse. Bei ihr konnte die maximale Bremskraft praktisch bis zum Stillstand des Zuges ausgenützt werden. Für die Erleichterung der Montage wurden Aggregat-Systeme verwendet, wobei Apparate in Gestelle montiert wurden, bei denen die Mehrheit der Leitungen vereinigt waren. Die Verbindungen des Ankers der Traktionsfahrmotoren und die Positionen des Fahrschalters waren so gestaltet wie bei den Elektrolokomotiven ВЛ19, CC und CI. Der Bremshandgriff der elektrischen Bremse besaß 15 Positionen.
Stromgenerator und Dynamo waren ebenfalls wie bei den Lokomotiven der Reihe ВЛ19 ausgeführt. Der Kompressor war analog dem der CI. Auch waren ursprünglich zwei Achskompressoren aufgestellt, wodurch sich auch bei der Bewegung der Lokomotive ohne elektrischer Energie Druckluft erzeugen ließ, bei Elektrolokomotiven italienischer Produktion zu der Zeit eine viel angewendete Methode.
Die Traktionsfahrmotoren der Bezeichnung ДСЭ-680/2 (DSE-680/2) waren zwischen den Halterungen im Rahmen und mit Gleitlagerung auf den Antriebsachsen zweifach verschraubt, sie waren als Hohlwellen-Antrieb ausgeführt. Der Anker und die Polsysteme waren analog wie bei der ВЛ19. Hinter der Charakteristik der Fahrmotoren ergab sich somit eine gleiche Charakteristik gegenüber der elektrischen Ausrüstung dieser Lokomotive. Die Masse der doppelreihigen Traktionsfahrmotoren betrug 8940 t.
Im Winter 1940/1941 wurde die Elektrolokomotive im Depot Moskau-3 umgerüstet. Dabei wurde bei ihr ein Gruppen-Umschalter verwendet. Dabei wurde die elektrische Bremse entfernt.

## Geschichte

### Überprüfungen

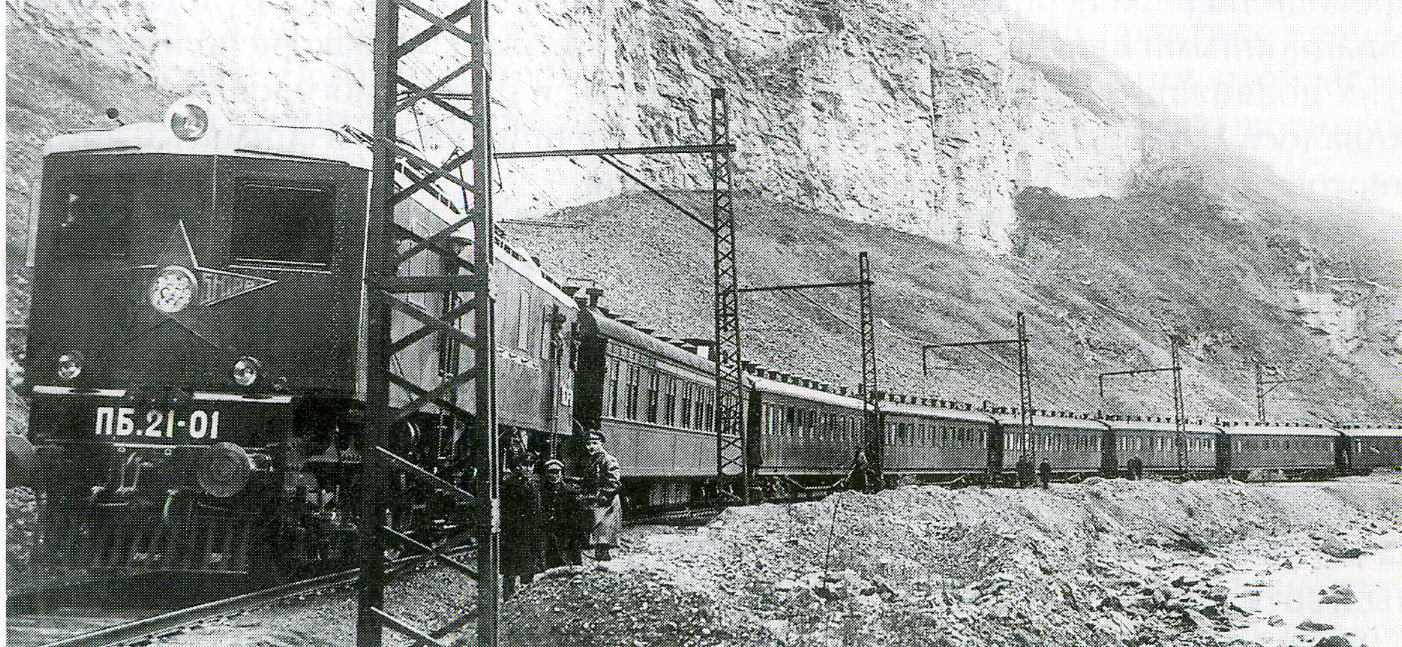
Foto der Lokomotive bei der Überprüfung

Am 22. Oktober 1934 wurde auf dem Abschnitt Moskau – Sagorsk der Sewernaja schelesnaja doroga der erste Probelauf der elektrischen Lokomotive bei Spannungen im Kontaktnetz von 1500 V durchgeführt. Bei dieser Gesellschaft fuhr die Lokomotive ungefähr 1000 km Probe mit Zug und Reservemaschine. Danach wurde sie an die Transkaukasische Eisenbahn gegeben, wo am 22. Dezember im Abschnitt Chaschuri– Gori die Elektrolokomotive zum ersten Mal unter Spannung von 3 kV betrieben wurde. Sie erreichte dabei Geschwindigkeiten bis 110 km/h. Die Überprüfung auf diesem Abschnitt wurde vom 24. Dezember 1934 bis 5. Januar 1935 mit einem speziellen Personenzug durchgeführt, dieser hatte eine Masse von 713 t und bestand aus 17 vierachsigen Personenwagen. Mit dieser Einheit erreichte die ПБ21 Geschwindigkeiten bis 98 km/h und auf einem Anstieg von 10 ‰ bis 12 ‰ 60 km/h. Die Zugkraft am Haken betrug dabei 130 kN. Mit dem Messwagen erreichte die Lokomotive 127 km/h.
Nachdem der Abschnitt des Abschnittes Tiflis – Chaschuri elektrifiziert worden war, führte die ПБ21 hier Probefahrten mit Personenzügen aus, die eine Masse von 600 t (zwölf Wagen) hatten. Sie erreichte dabei Geschwindigkeiten von 100 km/h. Auf einem Abschnitt mit Steigungen bis 10 ‰ erreichte die E-Lok Geschwindigkeiten bis 70 km/h (die Dampflok CU ungefähr 30 km/h), die Zugkraft dabei betrug 110 kN.

## Betrieb
Nach der Beendigung der Überprüfungsfahrten wurde die Elektrolokomotive für die Bedienung von Personenzügen auf dem Abschnitt Tiflis – Chaschuri verwendet, nur die Fahrplangestaltung gestattete nicht die volle Ausnützung der Möglichkeiten der schnellen Lok. 1940 wurde die Elektrolokomotive in das Depot Moskau-3 gegeben, wo auch einige unwesentliche Umarbeiten durchgeführt worden (siehe Abschnitt elektrische Ausrüstungen). Im Februar 1941 wurde die ПБ21 für die Bedienung des Abschnittes Moskau – Alexandrow herangezogen. Im Februar 1942 wurde die Lokomotive infolge von Kriegsereignissen in das Lokdepot Tschusowskaja der Eisenbahnen der Region Perm gegeben. Nach Beendigung des Großen Vaterländischen Krieges wurde die Lokomotive ab April 1954 bis Februar 1955 abermals auf dem Abschnitt Tiflis – Chaschuri eingesetzt, bis dringend nötige Werksreparaturen eine Abstellung erzwangen. Die nötigen Reparaturen sollten 1961 in dem Ausbesserungswerk Perm durchgeführt werden. Ein weiterer Betrieb der Elektrolokomotive war allerdings nicht mehr sinnvoll, da in der Zwischenzeit genügend Neubaulokomotiven zur Verfügung standen (ЧС1 und ЧС3 sowie die ersten ЧС2 aus tschechischer Produktion). Daraufhin wurde die ПБ21 ausgemustert.

## Verwendung der Lokomotive als Museumsexponat

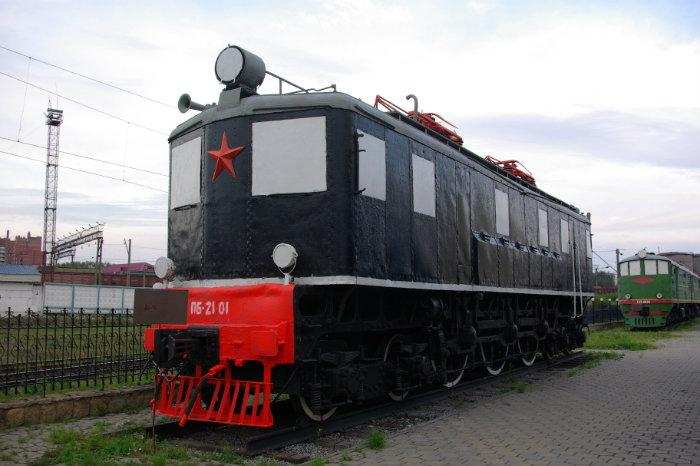
Foto der ПБ21 als Denkmal in Jekaterinburg

1961 wurde die Lokomotive daraufhin vor dem Lokomotivdepot Perm-2 als Denkmal aufgestellt. 2003 wurden bei der Lokomotive von einigen Enthusiasten eine Rundumerneuerung vollzogen; die Farbe des Lokkastens wechselte von hellblau auf zimtfarben, die Fensteraussparungen wurden mit Metallblechen verschlossen. Die so geänderte Lokomotive wurden auf dem Gelände des Eisenbahnmuseums in Jekaterinburg, an der Station Jekaterinburg-Sortirowotschnoj gelegen, aufgestellt.